# Junioreuropamästerskapen i öppet vatten-simning 2023
Junioreuropamästerskapen i öppet vatten-simning 2023 arrangerades mellan den 29 september och 1 oktober 2023 i Korfu i Grekland. Det var den 20:e upplagan av junioreuropamästerskapen i öppet vatten-simning.
Mästerskapet bestod av åtta grenar. Både damer och herrar tävlade enligt följande åldersklasser: 5 km för åldern 14–15 år, 7,5 km för åldern 16–17 år och 10 km för åldern 18–19 år. Det fanns dessutom två mixade lagtävlingar, en i U16-klass och en i U19-klass.

## Medaljörer

### Herrar
| Gren   | Guld                 | Guld      | Silver                    | Silver    | Brons                    | Brons     |
| 5 km   | Máté Kárpáti Ungern  | 57.28,8   | Michele Pezzoli Italien   | 57.56,7   | Leo Leverkus Tyskland    | 57.57,6   |
| 7,5 km | Bartosz Kapała Polen | 1:24.45,5 | Hunor Kovács-Seres Ungern | 1:24.49,8 | Arne Schubert Tyskland   | 1:24.49,9 |
| 10 km  | Piotr Woźniak Polen  | 1:54.17,1 | Vincenzo Caso Italien     | 1:54.17,4 | Linus Schwedler Tyskland | 1:54.17,8 |

### Damer
| Gren   | Guld                             | Guld      | Silver                  | Silver    | Brons                  | Brons     |
| 5 km   | Amelie Blocksidge Storbritannien | 1:00.20,0 | Napsugár Nagy Ungern    | 1:01.36,1 | Alba Rubio Spanien     | 1:01.52,1 |
| 7,5 km | Glenda Abonyi-Tóth Ungern        | 1:31.35,2 | Clara Martínez Spanien  | 1:31.49,8 | Hannah Gätjen Tyskland | 1:32.13,2 |
| 10 km  | Bettina Fábián Ungern            | 2:04.19,9 | Ángela Martínez Spanien | 2:04.35,0 | Mira Szimcsák Ungern   | 2:04.35,1 |

### Mixed
| Gren                          | Guld                                                                        | Guld    | Silver                                                            | Silver  | Brons                                                                | Brons   |
| Lagtävling, 4 × 1,25 km (U16) | Spanien Noa Martín Clara Martínez Cristobal Vargas Pablo Martínez           | 55.47,1 | Italien Ludovica Terlizzi Eva Lenzi Francesco Volpe Davide Grossi | 56.06,5 | Tyskland Annika Dewdney Finn Kleinheinz Julia Ackermann Leo Leverkus | 56.50,1 |
| Lagtävling, 4 × 1,25 km (U19) | Ungern Mira Szimcsák Bettina Fábián Arshak Hambardzumyan Hunor Kovács-Seres | 54.21,9 | Spanien Paula Otero Ángela Martínez Mateo García Carlos Garach    | 54.22,5 | Tyskland Fabienne Wenske Hannah Gätjen Arne Schubert Linus Schwedler | 54.53,3 |

## Medaljtabell
*   Värdland ( Grekland)
| Nr                  | Nation              | Guld | Silver | Brons | Totalt |
| ------------------- | ------------------- | ---- | ------ | ----- | ------ |
| 1                   | Ungern              | 4    | 2      | 1     | 7      |
| 2                   | Polen               | 2    | 0      | 0     | 2      |
| 3                   | Spanien             | 1    | 3      | 1     | 5      |
| 4                   | Storbritannien      | 1    | 0      | 0     | 1      |
| 5                   | Italien             | 0    | 3      | 0     | 3      |
| 6                   | Tyskland            | 0    | 0      | 6     | 6      |
| Totalt (6 nationer) | Totalt (6 nationer) | 8    | 8      | 8     | 24     |